# Watertoren (Kuinre)
De watertoren van Kuinre is gebouwd in 1933. Deze Nederlandse watertoren in de bebouwde kom van Kuinre (Steenwijkerland) heeft de status van rijksmonument uit de Amsterdamse School. Hij is 35,45 meter hoog en heeft een waterreservoir met een inhoud van 120 m³. Ook na bouw van deze toren was de waterdruk in Kuinre nog jarenlang niet hoog genoeg.

## Verkocht
In 2004 verkocht watermaatschappij Vitens uit Zwolle de watertoren voor 75.250 euro aan de Leidse projectontwikkelaar Simon Valkenburg die er een penthouse voor zichzelf in wilde bouwen plus drie andere appartementen. De verkoop was onderdeel van het afstoten door Vitens van vijf watertorens, drie waterreservoirs en een pompstation, en vond plaats na overleg met de Stichting Industrieel Erfgoed en de gemeente Steenwijkerland.
Almelo
(Oude ·
Spinnerij ·
Sluiskade ·
Reggestraat) ·
Borne ·
Daarle ·
Delden ·
Deventer ·
Enschede
(Hoog & Droog ·
Janninktoren ·
Menkotoren) · 
Goor ·
Hengelo
(Oude ·
Stork, 1902 ·
Stork, 1917) ·
Kuinre ·
De Lichtmis · 
Lutten ·
Nijverdal
(Oude ·
Nieuwe) ·
Oldenzaal ·
Olst ·
Ootmarsum ·
Raalte · 
Sint Jansklooster ·
Steenwijk ·
Steenwijkerwold ·
Vriezenveen · 
Zwolle